# Amarildo Tavares da Silveira
Amarildo Tavares da Silveira (Campos, Rio de Janeiro, 1939. június 29. –) világbajnok brazil labdarúgó, csatár. Az 1962-es chilei vb-n Pelé helyetteseként kimagaslott társai közül, és meghozta a világbajnoki címet Brazília számára.

## Az 1962-es vb-n
Senki nem hitte volna, hogy ezen a vb-n Amarildo lesz a brazilok hőse. Amarildo csak Pelé, a brazilok csillaga helyetteseként utazott ki. A csoportban az első mérkőzésüket Pelével könnyen megnyerték a brazilok. A csehszlovákok elleni második csoportmeccsen Pelé addig is sokat gyengélkedő lába felmondta a szolgálatot(az a meccs végül 0-0 lett). Az utolsó csoportmérkőzésre Amarildot küldték be játszani. A brazilok rosszul kezdtek, az első félidő elején a nagy spanyol fölényt követően Puskás Ferenc átadásából Rodriguez lőtt gólt. Ekkor úgy tűnt, kiesik a világbajnok. Nem így történt, mert Amarildo magára talált! Először egy jobbról érkező labdát lőtt be a spanyol kapuba, majd Zagalo középre lőtt labdájába tette bele a fejét. Ezzel a két góllal győzött Brazília, és továbbjutott. A középdöntőben és az elődöntőben inkább a kitűnő Garrinchát csodálták a szakértők és a nézők. A csehszlovákia elleni döntőben azonban megint föltűnt Amarildo. Rögtön a kezdő sípszó után bajba kerültek a brazilok, Masopust góljával vezetést szerzett Csehszlovákia. Egy perc múlva Amarildotól jött a válasz. Amarildo Zagalo átadásával lerobogott. A 16-os és az alapvonal találkozásától jó két méterre keveredett ki. Beadást színlelt, a csehszlovák kapus, Schroiff már kiindult a kapujából, hogy jól helyezkedjen a beadásra. Erre Amarildo tűhegyes szögből becsavarta a labdát a kapuba, csodagól, 1-1! Amarildo adta a gólpasszt a második brazil gólhoz is, ezzel már 2-1 re a brazilok vezettek. Végül 3-1 lett a végeredmény, Brazília világbajnok lett Chilében.

## 1962 után
Amarildo döntőbeli csodagólja és fenomenális játéka után joggal hihette, hogy végleg helyet kap a brazil csapatban. A felgyógyuló Pelé azonban kiszorította őt a csapatból. Amarildo 400 000 dollárért átkerült Európába, az FC Milanhoz, Az AC Milan elődjéhez. Amarildo itt is sikert sikerre halmozott. A Milan megnyerte a bajnokságot; sőt, 1963-ban a BEK-et is, a mai Bajnokok Ligája elődjét. Az európai és amerikai bajnokcsapatok között rendezett Interkontinentális döntőben Amarildo csapata, a Milan; Pelé csapatával, a Santosszal került össze. A Milan stadionjában a Milan 4-2-re legyőzte Pelééket, elsősorban Amarildo csodálatos játékának köszönhetően. Igaz, hogy a visszavágón már a Santos győzött 4-2-re, majd a döntő mérkőzést is megnyerte 1-0-ra, de akkor is nagy dicsőség volt Amarildonak legyőzni Pelé csapatát.

## Miért nem játszott Amarildo az 1966-os vb-n?
Amikor Amarildo a Milanhoz igazolt, azzal a kikötéssel írta alá a szerződést, hogy a Milan elengedi őt az 1966-os vb-re, hogy hazája színeiben szerepelhessen. A Milan beleegyezett. Ám Amarildo nem számított arra, hogy Vicente Feola brazil edző ilyen kijelentést tesz: Nem tartok igényt azokra a brazil játékosokra, akik jelentéktelen anyagi előnyökért idegen országokba vándoroltak, hogy hazájuk helyett ott futballozzanak. Ha Amarildo előbb hazajön, és itthon bizonyítja, hogy jobb, mint a többi számításba jövő játékos, akkor játszhat a csapatban. De ha a Milannál marad, akkor nincs szükségünk rá. Ezért nem lett tehát az 1966-os vb hőse Amarildo Tavares de Silveira, a "halovány" Pelé.

## Sikerei, díjai
- 1962-ben világbajnoki győztes Brazília válogatottjával
- 1963-ban BEK győztes az FC Milannal
- 1967-ben olasz bajnok az FC Milannal
- 1969-ben olasz kupagyőztes a Fiorentinával
- 1963-ban BEK győztes az FC Milan-nal